# Princes Street Gardens
Princes Street Gardens è un parco pubblico nel centro di Edimburgo in Scozia ai piedi del Castello di Edimburgo. I giardini furono creati nel 1770 e 1820, dopo la fondazione della New Town e la copertura del vecchio letto di Nor Loch, un lago nel centro di Edimburgo che è stato fortemente contaminato dopo anni da acque residue provenienti dal centro storico.

## Descrizione
I giardini sono distribuiti lungo la parte meridionale di Princes Street e sono incorniciati da The Mound, una collina artificiale costruita per collegare la New Town al centro storico di Edimburgo. La parte orientale del parco è occupa da The Mound a Waverley Bridge, un'area di 3,4 ettari. I West Princes Street Gardens sono più estesi, occupano circa 12 ettari e si estendono alle chiese di St. John e St. Cuthbert, vicino a Lothian Street.
I Princes Street Gardens sono molto popolari tra i locali e partecipano alla vita sociale della città, fungendo da punto di incontro, ritrovo e intrattenimento. Inoltre ci sono frequenti concerti di musica, spesso tenuti vicino al chiosco di Ross.

## Monumenti
I giardini sono decorati con molte statue e monumenti. Il più noto è il Monumento a Scott, costruito nel 1844 in onore dello scrittore Walter Scott. Ci sono anche statue dedicate a David Livingstone, l'editore Adam Black e il professor John Wilson. Nella zona occidentale ci sono statue erette in onore di Allan Ramsay, Thomas Guthrie e James Young Simpson, così come altri monumenti, come la Fontana di Ross e il chiosco della musica, lo Scottish American War Memorial e un orologio floreale.

## Winter Wonderland

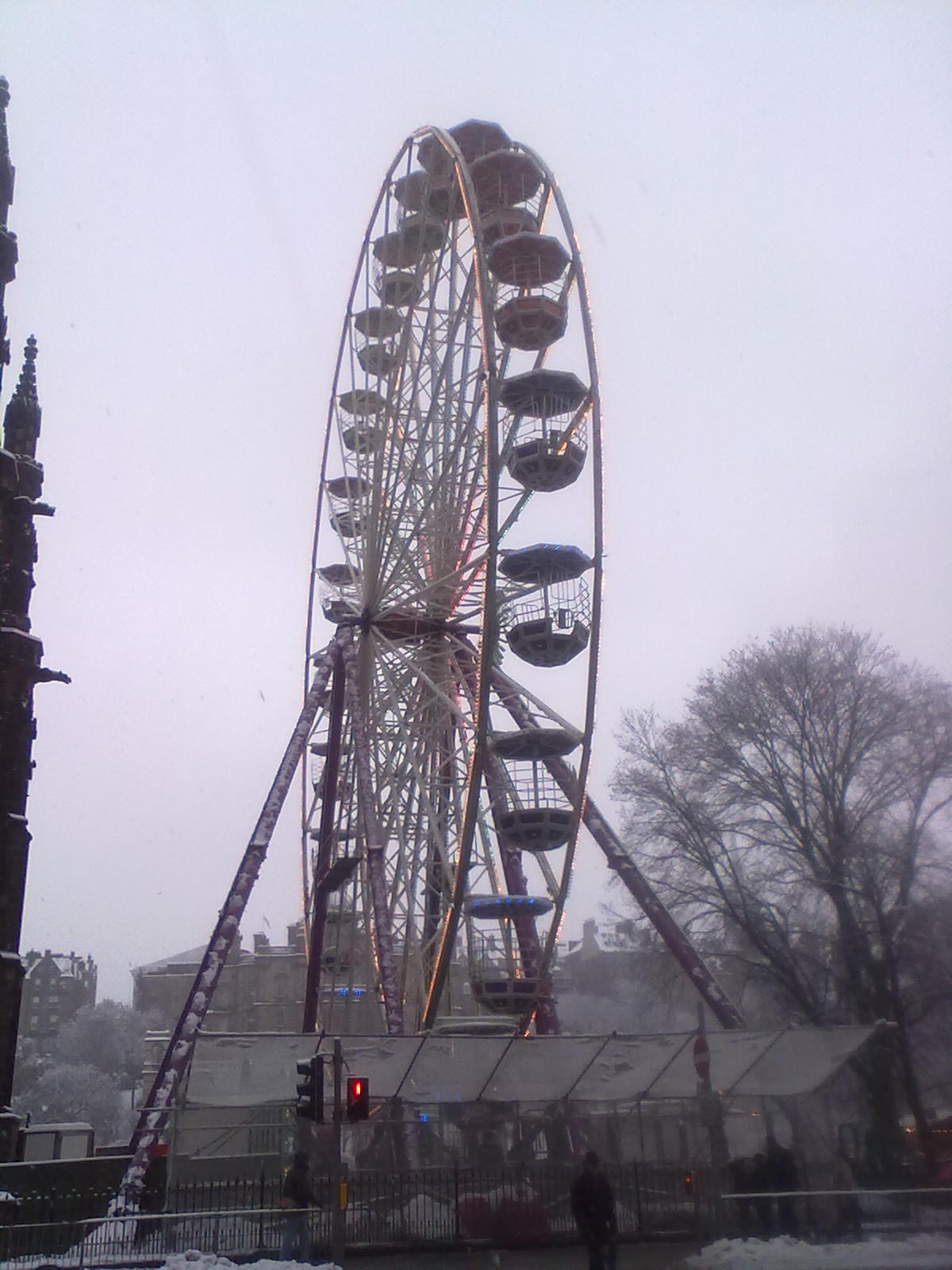
Luna park di Natale durante il Winter Wonderland.

Ogni anno a Natale, i Princes Street Gardens si trasformano nel Winter Wonderland (qualcosa come "paese delle meraviglie invernale o natale"). In questa occasione il parco si trasforma, ospitando numerose attrazioni fieristiche e un mercatino di Natale molto popolare. Le attrazioni più famose sono la pista di pattinaggio e la ruota di 33 metri, chiamata anche "The Edinburgh Eye". Durante questo periodo sono rappresentate molte opere teatrali tipiche.

## Galleria d'immagini

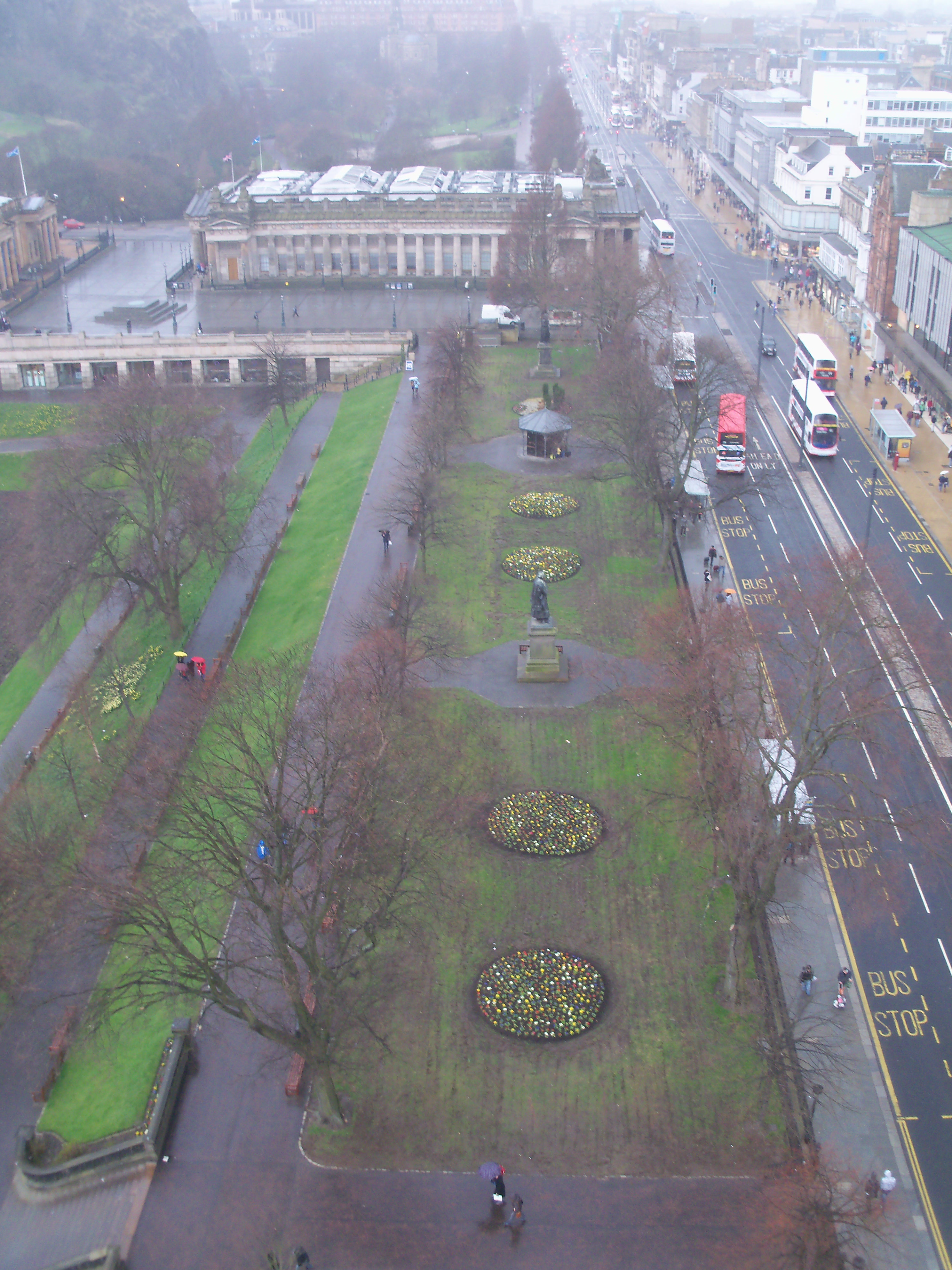
Princes Street Gardens vista guardando ad est dal monumento a Scott.
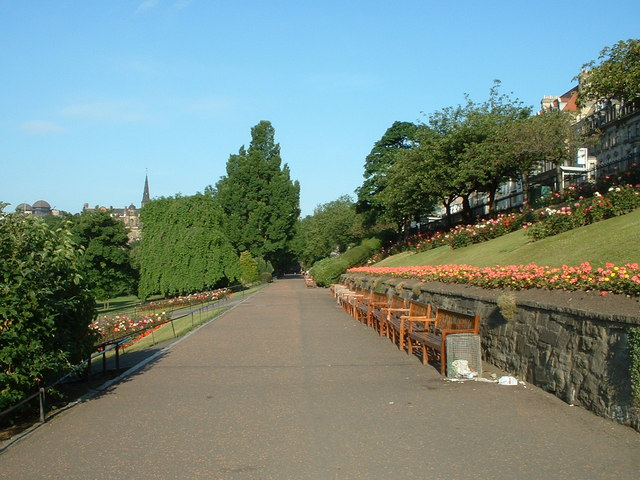
Passeggiata sui Princes Street Gardens.
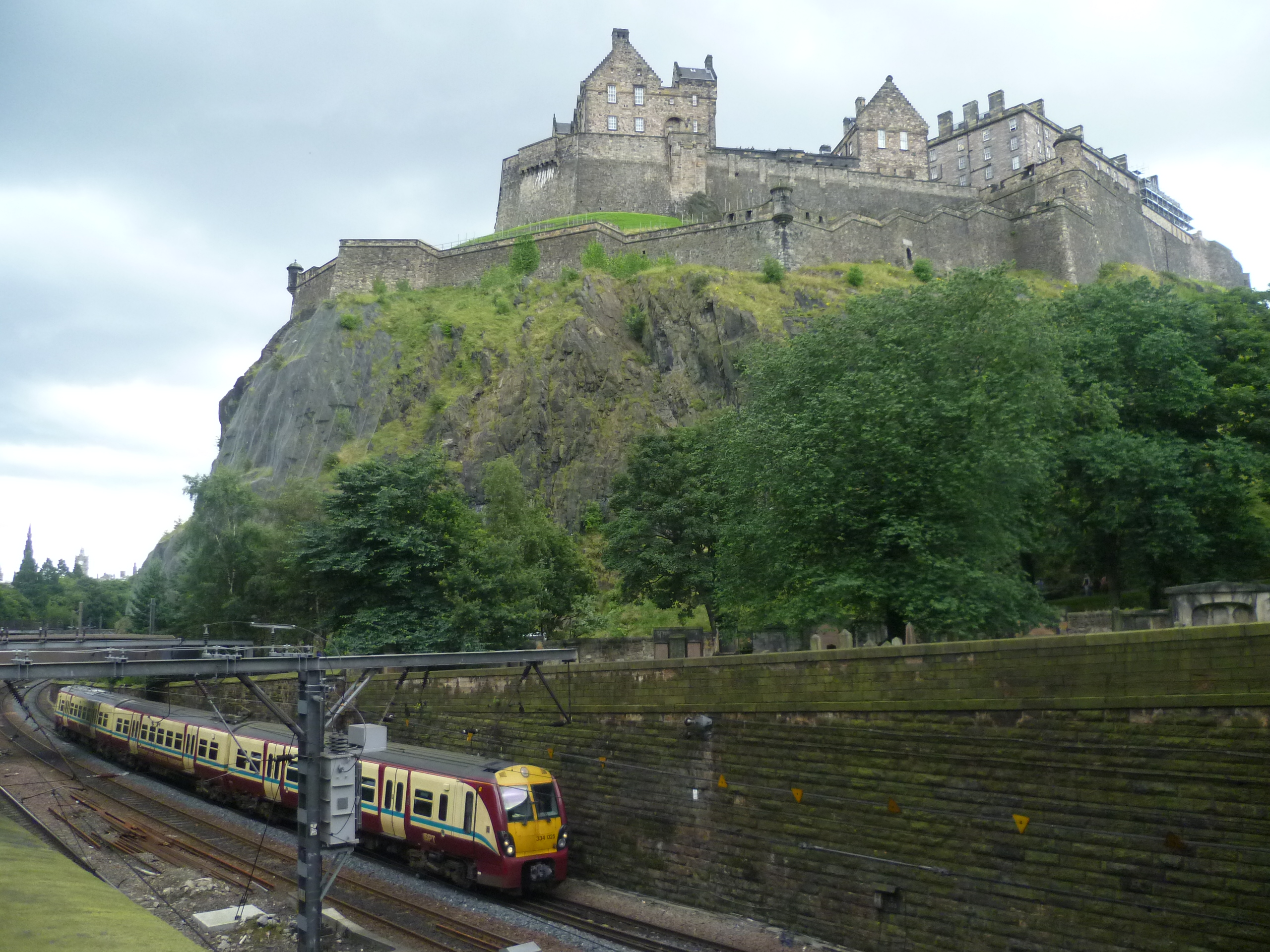
Tratta della ferrovia passante sui Princes Street Gardens.